# Run (Скандал)
«Беги» (англ. Run) — десятый эпизод четвертого сезона американского телесериала Шонды Раймс «Скандал». Эпизод, написанный Раймс и срежиссированный Томом Верика, вышел в эфир на ABC 29 января 2015 года. Эпизод получил похвалу от критиков за отход от привычного быстрого темпа развития сюжета в сериале.

## Синопсис и производство
Эпизод целиком и полностью сосредоточен на похищении Оливии Поуп (Керри Вашингтон) неизвестными. Известный своим большим актёрским ансамблем, сериал в этом эпизоде задействовал лишь Оливию. Из девяти основных актёров лишь Дэрби Стэнчфилд и Тони Голдвин появились в эпизоде в сцене-сне, тогда как Скотт Фоли был задействован в начальных сценах похищения.
По сюжету, после похищения, Оливия оказывается запертой в комнате якобы на другом конце света, в одной из исламских стран. В камере она встречает также похищенного журналиста Йена, похищенного ранее. Каждая из сцен сосредоточена на страданиях и попытках Оливии выбраться из заточения, что в конечном счете ей удается. Тем не менее выйдя за пределы здания, она обнаруживает, что все это было инсценировано и сбежав из одного здания, она оказывается в другом.
Эпизод снимался с 2 по 12 декабря. 11 декабря 2014 года стало известно, что Джейсон Батлер Харнер получил периодическую роль в сериале, дебютируя в этом эпизоде.

## Отзывы критиков и рейтинги
Эпизод получил похвалу от критиков за сценарий и актёрскую игру Керри Вашингтон. Некоторые критики отмечали, что эпизод снимался как приманка для телеакадемиков премии «Эмми» за лучшую женскую роль в драматическом сериале. В ходе дня показа эпизода, «Run» и Оливия находились в трендах на сайте Twitter.
«Run» со значительным отрывом одержал рейтинговую победу над другими каналами и привлек 10,5 миллионов зрителей в первоначальном показе, с демографическим рейтингом 3,6 в категории 18-49, прибавляя 12 процентов с последнего оригинального эпизода.